# Woippy
Woippy – miejscowość i gmina we Francji, w regionie Grand Est, w departamencie Mozela.
Według danych na rok 1990 gminę zamieszkiwało 14 325 osób, a gęstość zaludnienia wynosiła 982 osób/km² (wśród 2335 gmin Lotaryngii Woippy plasuje się na 22. miejscu pod względem liczby ludności, natomiast pod względem powierzchni na miejscu 357.).
Stacja rozrządowa.